# Кавказская линия

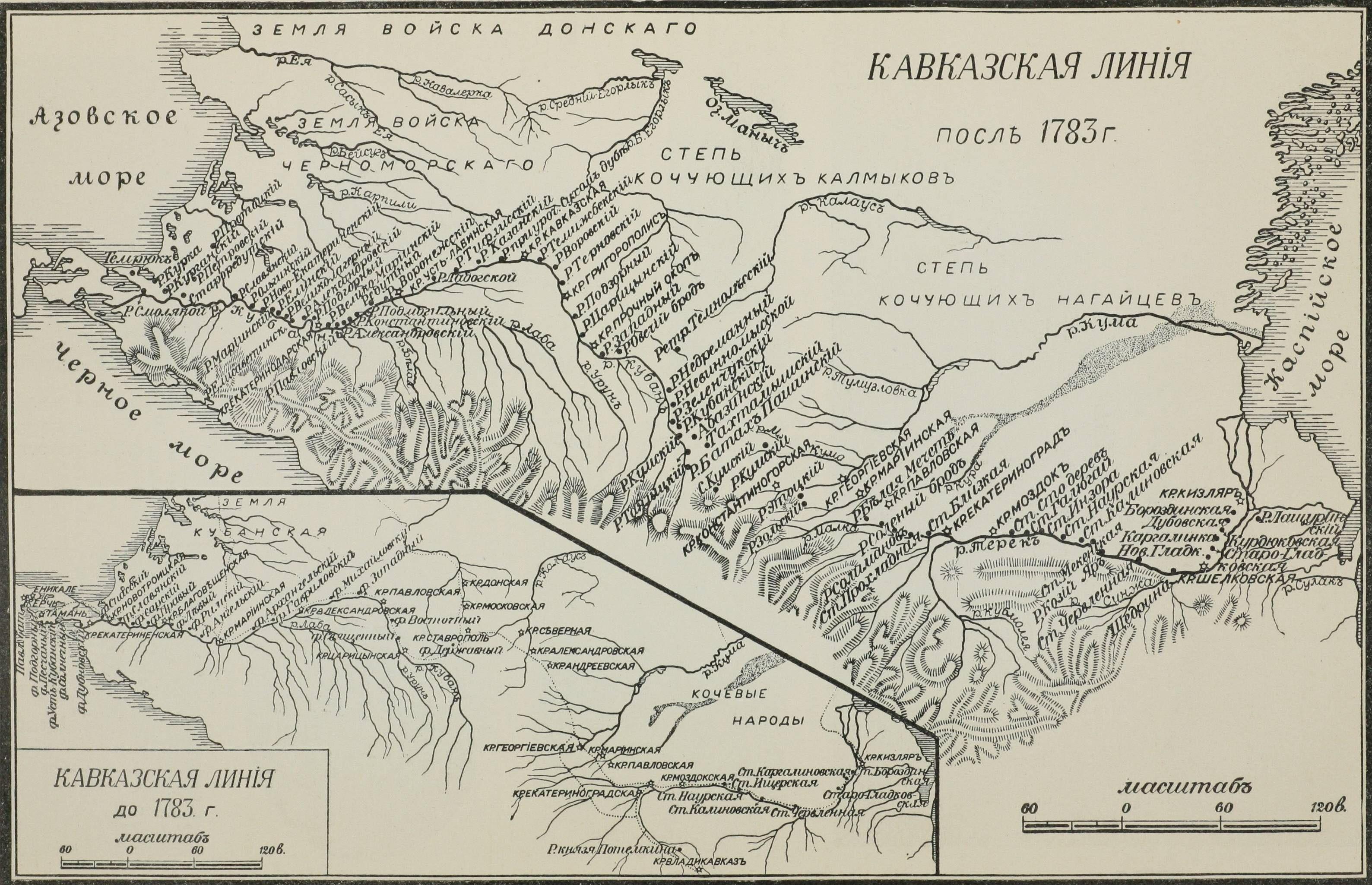
Кавказская линия до и после 1783 года
(рисунок из статьи «Кавказская пограничная линия»
«Военная энциклопедия Сытина»; 1813 год)

Кавказская линия, Кавказская укреплённая линия, Кавказская пограничная линия — система кордонных (пограничных) укреплений русских войск по рекам Кубани, Малке и Тереку, на Кавказе в XVIII—XIX веках.
Укреплённая (пограничная) линия возводилась для защиты русских коммуникаций, населения и использовалась при обеспечении действий русских войск в ходе Кавказской войны (1817—1864). Включала Кизлярскую, Моздокскую, Кубано-Черноморскую и другие линии, объединённые воедино в 1785 году. Первоначальная Кавказская кордонная линия проходила по рекам Кубани, Малке и Тереку, с передовыми линиями по Лабе и Сунже, прикрывая все занятые русскими части края по северную сторону Главного Кавказского и Андийского хребтов. Основанием Кавказской линии послужили казачьи поселения, созданные в XVI—XVII веках на Тереке и Кубани.
Кавказская кордонная линия достигла полного развития в военном отношении в конце 1840-х и начале 1850-х годов. Её целью было:
1. обеспечение сообщений с Закавказьем,
2. охранение южных губерний от набегов горцев,
3. содержание в повиновении покорённого края.

Позже Кавказская укреплённая линия была разделена на левый фланг, центр, правый фланг и Черноморскую кордонную линию. Значительные укрепления на Кавказской линии именовались крепостями: Грозная, Внезапная, Владикавказская и другие. Их дополняли форты, редуты, пикеты, наблюдательные посты. На линии несли службу Кавказское и Черноморское казачьи войска. С окончанием Кавказской войны Кавказская линия утратила своё значение. Упразднена в 1860 году.

## Кавказская линия в концеXVIII векаи началеXIX века
Начало Кавказской линии было положено гребенскими (терскими) казаками.
После завершения Великой Северной войны Пётр I в 1722—1723 годах предпринял поход на Персию.
В 1722 году в низовьях Терека Пётр I основал Крепость Святого Креста. Она была заселена казаками, переведёнными из Терского города (заложенного ещё в 1588 году).
После Персидского похода царь назначил своим представителем на присоединённых территориях участника похода бригадира Василия Левашова, который занимался введением новых форм и методов управления.

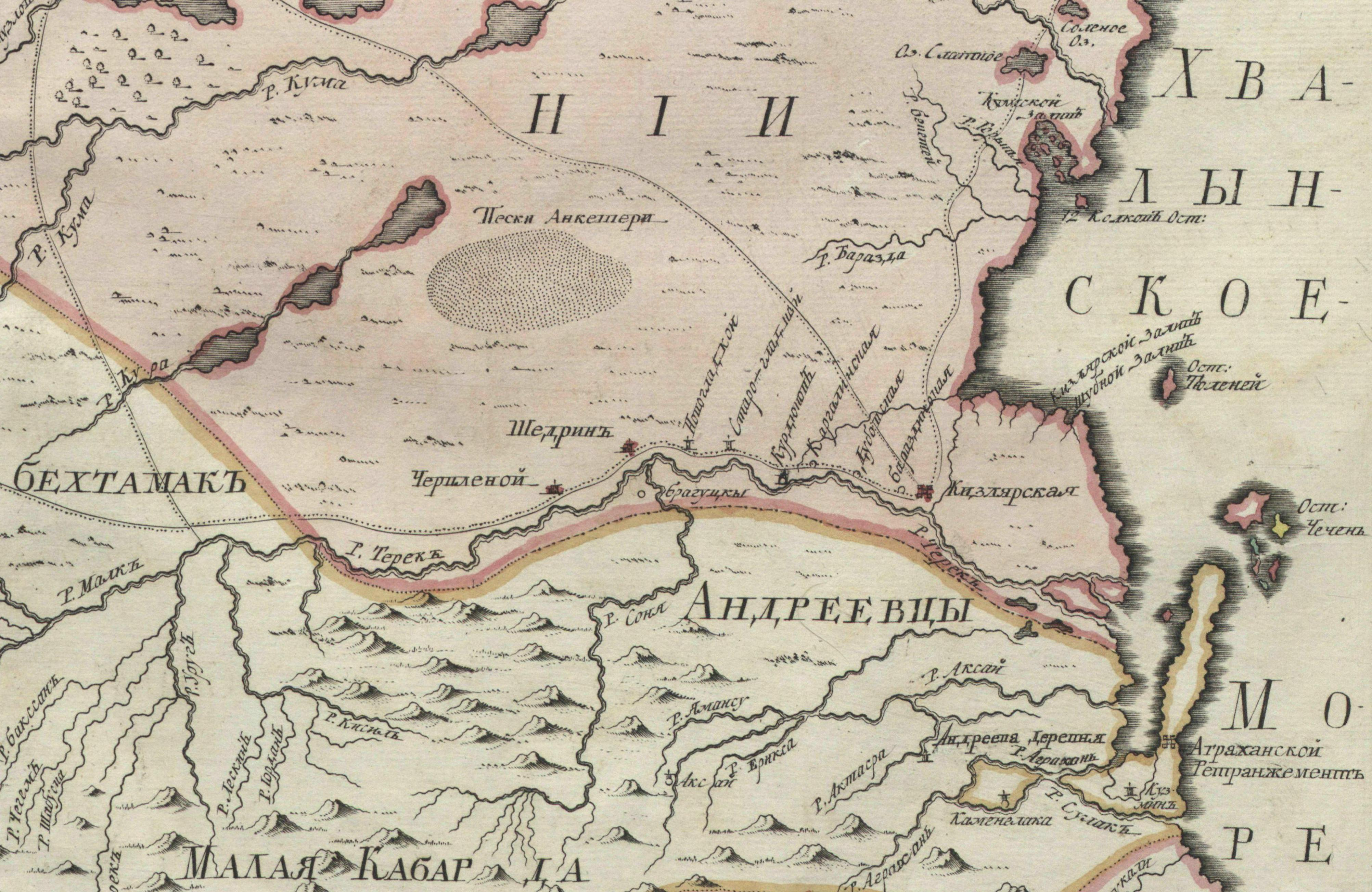
Крепость Кизлярская в атласе Российской империи (1745).

В 1735 году на берегу реки Терек генерал-аншеф В. Я. Левашов основал крепость Кизлярскую. Из крепости Святого Креста на Сулаке, срытой по требованию Надир-шаха, сюда были переведены казаки, северокавказцы, издавна находившиеся на службе России (чеченцы-аккинцы, кабардинцы и др.), а также армяне и грузины. Все они стали именоваться Терско-Кизлярским казачьим войском. Кизляр стал первой русской крепостью системы пограничных Кавказских укреплённых линий.
В 1759 владелец Малой Кабарды Кургока Кончокин принял крещение (новое имя — Андрей Иванов (Кончокин)) и переселился с крестившимися подданными в урочище Мездогу. Из числа переселенцев, главным образом крещёных осетин и кабардинцев, была создана горская Моздокская казачья команда, насчитывавшая чуть больше 100 человек.
В 1763 году на берегу Терека западнее Кизлярской крепости была основана крепость Моздок. На базе этих крепостей позже возникли Кизлярская и Моздокская линии.
После Русско-турецкой войны 1768—1774 годов по условиям Кючук-Кайнарджийского мира Российская империя на Северном Кавказе получила Большую и Малую Кабарду.

### Кубанская пограничная линия
В 1777 году, по указу императрицы Екатерины II, на Северном Кавказе началось строительство линии форпостов — «Старая Линия».
14 ноября 1777 года командующим Кубанским корпусом был назначен генерал-поручик Александр Суворов. 16 января 1778 года он прибыл в Копыл и, осмотрев местность, приказал выжечь камыши и поставить наблюдательные посты по Кубани. Затем, посетив Темрюк и Тамань, командующий пришёл к выводу, что лучшим средством изолирования ногайцев от турок и предупреждения их совместных действий с адыгскими князьями является линия из фортификационных укреплений. Вскоре на Тамани началось строительство приморских фельдшанцев Подгорного и Песчаного, у некрасовских городков (в устье урочища Суяк) — фельдшанца Духового, усиление оборонительных сооружений всех остальных укреплений, в том числе и крепостей Таманской и Екатерининской. В Темрюке на месте ретраншемента Бринка началось строительство новой крепости. Хотя Суворов и отметил добротность оборонительных сооружений Новотроицкой крепости, но полковнику Гамбому все же пришлось начать усиление крепости новыми фортификационными препятствиями: вскоре он должен был выделить часть своего гарнизона на комплектацию гарнизонов вновь строящихся прикубанских фельдшанцев Славянского, Сарского и Правого.
К марту 1778 года по реке Кубань (по её правому берегу от устья до реки Лаба и далее к Ставрополю) было построено шесть укреплений из 10 запланированных, в том числе Благовещенская крепость (ныне хутор Трудобеликовский) вблизи разрушенной турецкой крепости Эски-Копыл.
Эти укрепления по реке Кубань образовали Кубанскую пограничную линию протяжённостью 550 км. На ней стояли Белозерский пехотный полк из восьми рот, Славянский и Острогожский гусарские полки, сводный батальон гренадер и два полка казаков. Центром линии стала Марьинская крепость.
Осенью 1782 года командование русской армией на Северном Кавказе принял генерал-поручик Павел Потёмкин, сменив скончавшегося в сентябре Фёдора Фабрициана. В 1782 году старшины Алагирского, Тагаурского и Туальского обществ обратились к российской администрации с просьбой о постройке на предгорной равнине крепости и предоставлении им права на поселение в ней. Осенью 1783 года командующий Кавказской линией Павел Потёмкин получил от правительства указание о строительстве на Центральном Кавказе русской крепости.
В 1783 году Павел Потёмкин воздвиг крепость на левом берегу Терека у Эльхотово, назвав её в честь своего дяди Г. А. Потёмкина-Таврического «Потёмкинской». Однако вскоре по ряду веских причин было решено построить ближе к горам, в преддверии Дарьяльского ущелья, новую крепость. В 1784 году была основана крепость Владикавказ. Об этом 25 апреля того же года командующий Кавказской линией сообщал генерал-фельдмаршалу князю Г. А. Потёмкину: «…При входе гор предписал я основать крепость на назначенном по обозрению моему месте под именем Владикавказ». Также в 1784 году были сооружены укрепления по Военно-Грузинской дороге. К 1785 году все укрепления составили единую Кавказскую укреплённую линию.

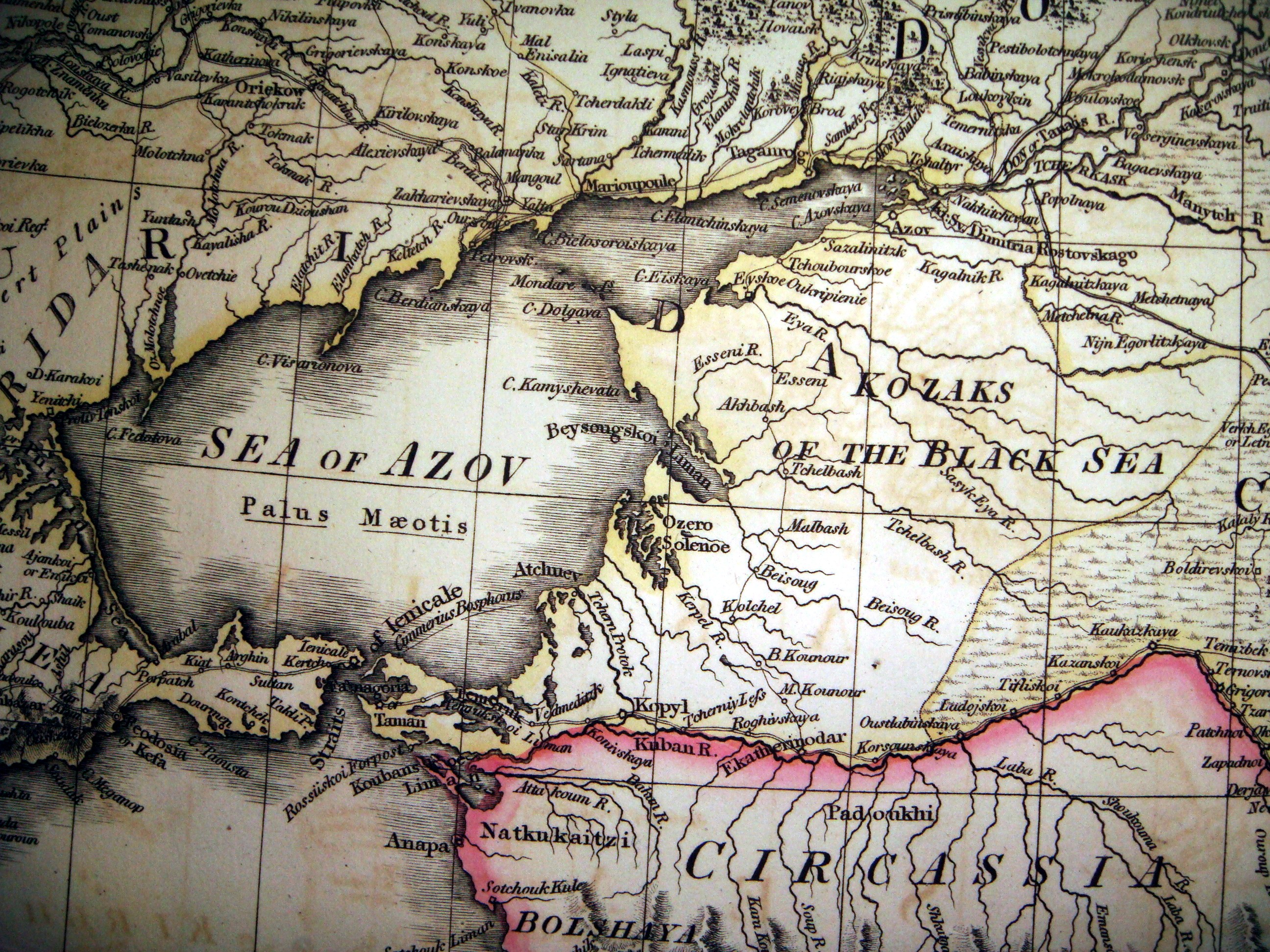
Фрагмент английской карты 1808 года с землями Черноморских казаков.

В 1793 году было положено начало Черноморской кордонной линии. В октябре 1793 года войсковой атаман запорожцев Чепега, сейчас же после переселения последних на Кубань, занял по её правому берегу, по указанию генерал-аншефа Гудовича, более удобные для наблюдения за неприятелем места укреплениями, начиная от Воронежского редута до Бугаза. По его приказанию полковник Козьма Белый расставил первые 10 постов или кордонов, образовавших первую часть кордонной линии.
Согласно высочайшему повелению от 28 февраля 1792 года на Кавказскую линию в 1794 году переселена тысяча семейств донских казаков, образовавших Кубанский казачий полк. Ими основаны шесть новых станиц при крепостях Усть-Лабинской, Кавказской, Прочноокопской; а также при Григориполисском укреплении, Темнолесском ретраншементе и Воровсколесском редуте.

## Командующие
- Кнорринг, Карл Фёдорович
- Обресков, Александр Васильевич

## Кавказская линия в конце 1840-х и начале 1850-х годов

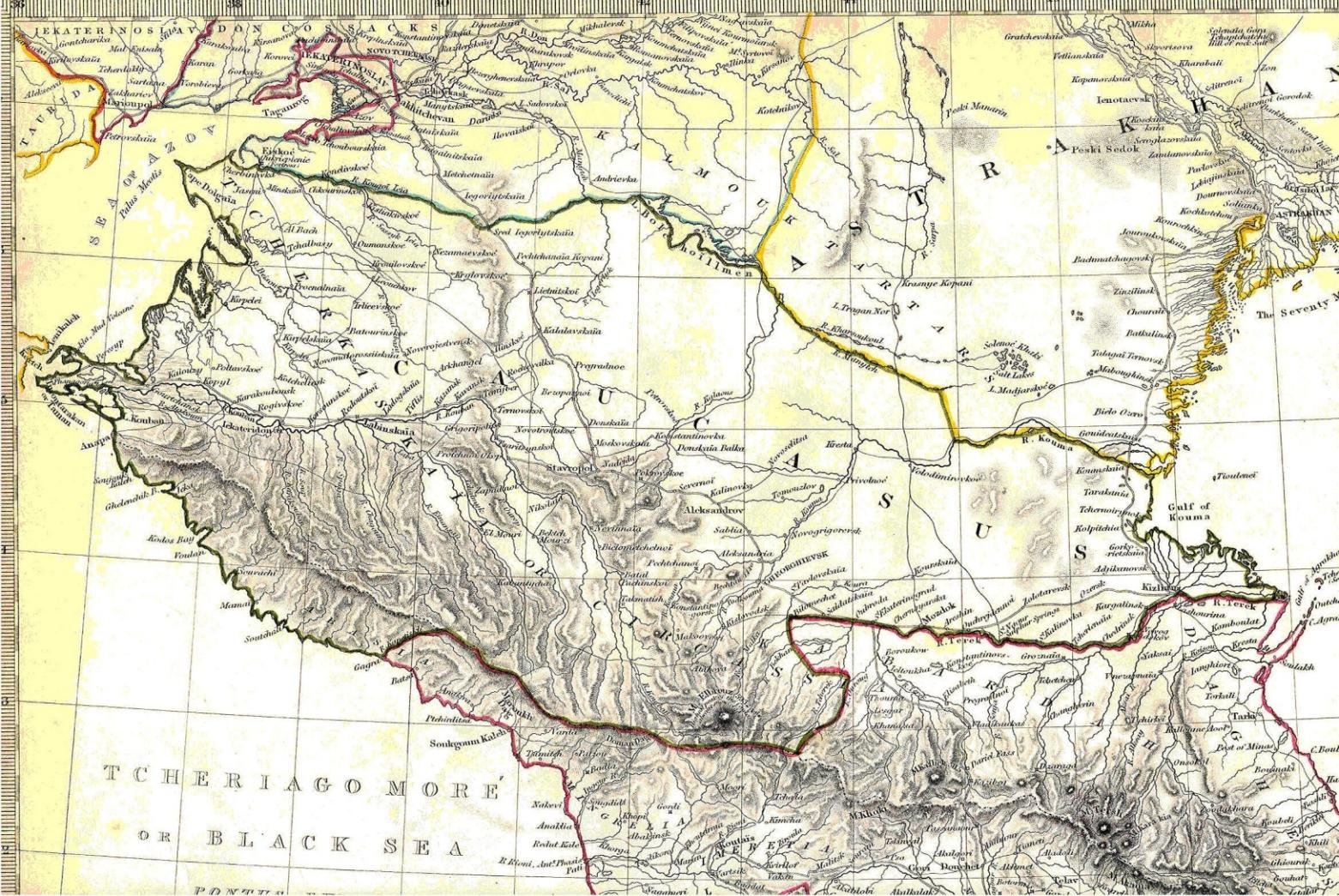
Кавказская линия на карте Северного Кавказа (1835).

Кавказская линия подчинена была особому начальнику и разделялась на следующие части: Черноморская кордонная линия, правый фланг, центр, левый фланг и Владикавказский военный округ.
- Черноморская кордонная линия простиралась вёрст на 180 по Кубани, вверх от её устьев .
- Правый фланг заключал Кубанскую и Лабинскую линии.
- Центр, от Каменного моста на реке Зеленчуке до моста Секретного, близ Моздока, делился на линии Кисловодскую, внутреннюю и передовую Кабардинские и часть Военно-Грузинской дороги; он заключал в себе поселении волжских и горских казаков, Большую и Малую Кабарду, Карачай и горские племена за Черными горами, до Владикавказского округа.
- Левый фланг заключал в себе линии Терскую и Нижне-Сунженскую, Кумыкскую плоскость, с её передовою линией, и Чечню, с передовой Чеченской линией. Последние три участка в конце 1850-х гг. преобразованы в правое и левое крыло.
- Владикавказский военный округ — передовая часть центра Кавказской линии — простирался от него к Ю до сев. снегового хребта; в ведении начальника этого округа состояла и часть Военно-Грузинской дороги.

Начальник каждой части был непосредственно подчинён командующему войсками на Кавказской линии и заведовал, по военным действиям, регулярными войсками, казачьим и туземным населением, а против враждебных племён принимал те меры, которые, по обстоятельствам, признавались необходимыми. По внутреннему управлению, войска и казаки состояли в ведении своих непосредственных начальников и наказного атамана. Средства к отражению хищнических партий и более крупных скопищ заключались: а) в местном, вооружённом казачьем населении; б) в укреплениях, укреплённых станицах, постах и пикетах; в) в содействии регулярных и донских казачьих войск.
Самый кордон Кавказской линии неодинаково на всем протяжении был подвержен опасности от набегов, а потому и меры охраны были различны. Только на главной линии станицы были приведены в оборонительное состояние, а на выдвигаемых впереди новых участках водворялись при укреплениях. Промежутки заняты были кордоном из постов и пикетов; последние на ночь заменялись так называемыми секретами. Посты имели некоторую оборону и состояли из землянки, сарая, наблюдательной вышки и какой-нибудь ограды со рвом. О прорыве хищнических партий давали знать сигналами и посылаемыми на соседние посты нарочными.

## Начальники Кавказской линии
- Вельяминов, Алексей Александрович
- Портнягин, Семён Андреевич
- Дельпоццо, Иван Петрович
- Эммануэль, Георгий Арсеньевич
- Булгаков, Сергей Алексеевич
- Тормасов, Александр Петрович - назначен 5/17.03.1809 года[11]
- Мусин-Пушкин, Пётр Клавдиевич
- Завадовский, Николай Степанович